# Ягульское (сельское поселение, Завьяловский район)
Ягульское — упразднённое муниципальное образование со статусом сельского поселения в составе Завьяловского района Удмуртии.
Административный центр — село Ягул.
Образовано в 2005 году в результате реформы местного самоуправления.
25 июня 2021 года упразднено в связи с преобразованием муниципального района в муниципальный округ.

## Географические данные
Находится на севере района, граничит:
- на юго-востоке с Италмасовским сельским поселением, Якшурским сельским поселением
- на юге с Хохряковским сельским поселением
- на юго-западе с территорией, подчинённой мэрии Ижевска
- на севере с Якшур-Бодьинским районом
- на востоке с Воткинским районом

По территории поселения протекают река Вожойка и её приток Ягулка.

## История
Ягульский сельсовет Завьяловской волости с центром в селе Ягул был образован в 1924 году. . В 1929 году сельсовет входит во вновь образованный Ижевский район. В 1937 году его включают в Завьяловский район, но уже в 1939 — снова в Ижевский. В 1954 году к нему присоединяется Пазелинский сельсовет. В 1954 году сельсовет во второй раз входит в Завьяловский район. В 1988 году из него выделяется Хохряковский сельсовет.
В 1994 сельсовет преобразуется в Ягульскую сельскую администрацию, а в 2005 в Муниципальное образование «Ягульское» (сельское поселение).

## Население
| 2010  | 2012  | 2013  | 2014  | 2015  | 2016  | 2017  |
| ----- | ----- | ----- | ----- | ----- | ----- | ----- |
| 4383  | ↗4419 | ↘4378 | ↘4299 | ↗4486 | ↗4898 | ↗5573 |
| 2018  | 2019  | 2020  | 2021  |       |       |       |
| ↗6167 | ↗6790 | ↗7765 | ↗7822 |       |       |       |

## Населенные пункты
| Название            | Тип населённого пункта       | Население 2014 год | Почтовый индекс | ОКАТО          |
| ------------------- | ---------------------------- | ------------------ | --------------- | -------------- |
| Ягул                | Село, административный центр | ↗4630              | 427018          | 94 216 860 001 |
| Русский Вожой       | Деревня                      | ↗487               | 427018          | 94 216 860 005 |
| Крестовоздвиженское | Деревня                      | ↗57                | 427018          | 94 216 860 003 |
| Старое Михайловское | Деревня                      | ↗204               | 427018          | 94 216 860 002 |
| Новомихайловский    | Починок                      | →71                | 427018          | 94 216 860 004 |
| Сокол               | Деревня                      | ↘383               | 427017          | 94 216 860 007 |
| Мирный              | Починок                      | ↘145               | 427018          | 94 216 860 009 |

На территории сельского поселения находятся садоводческие некоммерческие товарищества Маяк, Ошмес, Майский, Ижсталь-3, Италмас, Мирный, Рассвет, Росинка, Северный, Овощевод, Луч, Хвойный, Солнечный, Пламя, Пламя-3, Мебельщик, Загородный, Мрия, Ручеек, Теплоэнергетик, Радуга, Квант, Факел.

## Экономика
- филиал ГУП «Удмуртторф» торфопредприятия «Сокол»
- Министерство юстиции РФ УФСИН по УР ИК-1
- ОАО им. Холмогорова, преобразованное из одноимённого колхоза-племзавода
- 10  крестьянских (фермерских) хозяйств
- Площадь сельхозугодий: 26,2 км²

## Объекты социальной сферы
- 4 школы, в т.ч. МОУ "Ягульская средняя общеобразовательная школа"
- 3 детских сада
- 5 фельдшерско-акушерских пунктов
- Учреждение здравоохранения
- МУЧ «Культурный комплекс "Ягульский"»
- 2 клуба